# Chishima-shiki hyōkihō
La Chishima-shiki hyōkihō (千島式表記法, litt. « notation Chishima ») ou le Chishima-shiki (千島式, litt. « forme Chishima »), est un des systèmes de romanisation pour le cantonais. Eiichi Chishima (千島英一, Chishima Eiichi), un professeur japonais, est à l'origine du système, qui a été conçu spécifiquement pour l'apprentissage du cantonais par les japonais:128.

## Initiales
Les initiales sont les suivantes:128 :
| b /p/ 巴   | p /pʰ/ 怕   | m /m/ 媽  | f /f/ 花 |          |
| d /t/ 打   | t /tʰ/ 他   | n /n/ 那  |          | l /l/ 啦 |
| g /k/ 家   | k /kʰ/ 卡   | ng /ŋ/ 牙 | h /h/ 蝦 |          |
| gw /kʷ/ 瓜 | kw /kʰʷ/ 誇 |           |          | w /w/ 蛙 |
| zh /ts/ 渣 | ch /tsʰ/ 叉 |           | s /s/ 沙 | y /j/ 也 |

## Finales
Les finales sont les suivantes:129 :
| ā /aː/ 沙 | āi /aːi/ 徙 | āu /aːu/ 梢 | ām /aːm/ 三 | ān /aːn/ 山 | āng /aːŋ/ 坑 | āp /aːp/ 圾 | āt /aːt/ 剎 | āk /aːk/ 客 |
|           | ai /ɐi/ 西  | au /ɐu/ 收  | am /ɐm/ 心  | an /ɐn/ 新  | ang /ɐŋ/ 笙  | ap /ɐp/ 濕  | at /ɐt/ 失  | ak /ɐk/ 塞  |
| e /ɛː/ 些 | ei /ei/ 四  |             |             |             | eng /ɛːŋ/ 鄭 |             |             | ek /ɛːk/ 石 |
| i /iː/ 詩 |             | iu /iːu/ 消 | im /iːm/ 閃 | in /iːn/ 先 | ing /ɪŋ/ 星  | ip /iːp/ 攝 | it /iːt/ 洩 | ik /ɪk/ 識  |
| o /ɔː/ 疏 | oi /ɔːi/ 開 | ou /ou/ 蘇  |             | on /ɔːn/ 看 | ong /ɔːŋ/ 桑 |             | ot /ɔːt/ 喝 | ok /ɔːk/ 索 |
| u /uː/ 夫 | ui /uːi/ 灰 |             |             | un /uːn/ 寬 | ung /ʊŋ/ 鬆  |             | ut /uːt/ 闊 | uk /ʊk/ 叔  |
| ö /œː/ 鋸 |             | öü /ɵy/ 需  |             | ön /ɵn/ 詢  | öng /œːŋ/ 商 |             | öt /ɵt/ 摔  | ök /œːk/ 削 |
| ü /yː/ 書 |             |             |             | ün /yːn/ 孫 |              |             | üt /yːt/ 雪 |             |
|           |             |             | m /m̩/ 唔    |             | ng /ŋ̩/ 吳    |             |             |             |

- Les finales m et ng ne peuvent être utilisées qu'en syllabes nasales isolées.

## Tons
Le Chishima-shiki utilise le système linguistique de six contours de ton classés sur deux axes – caractéristique (descendant, montant, plat et court) et tonalité (aigu, médiumnique et grave):129. La catégorie classique de rù est reconnue comme la caractérique de brièveté, mais elle ne figure pas dans la numérotation.
| Ton             | 陰平 yin ping | 陰上 yin shang | 陰去 yin qu | 陽平 yang ping | 陽上 yang shang | 陽去 yang qu | 陰入 yin ru | 中入 zhong ru | 陽入 yang ru |
| Ton (API)       | 55/53         | 35             | 33          | 21/11          | 23              | 22           | 5           | 3             | 2            |
| Hanzi d'exemple | 分            | 粉             | 訓          | 焚             | 奮              | 份           | 忽          | 發            | 佛           |
| Numéro          | 1             | 2              | 3           | 4              | 5               | 6            | 1           | 3             | 6            |
| Jyutping        | fan¹          | fan²           | fan³        | fan⁴           | fan⁵            | fan⁶         | fat¹        | faat³         | fat⁶         |

## Exemples
| Traditionnel | Simplifié | Romanisation     |
| ------------ | --------- | ---------------- |
| 廣州話       | 广州话    | Gwong² zhau¹ wā² |
| 粵語         | 粤语      | Yüt6 Yü5         |
| 你好         | 你好      | nei5 hou2        |

Exemple de transcription d'un des 300 poèmes des Tang:
| 春曉 孟浩然  | Chön¹ Hiu² Māng⁶ Hou⁶ yin⁴ |
| ------------ | -------------------------- |
| 春眠不覺曉， | Chön¹ min⁴ bat¹ gok³ hiu², |
| 處處聞啼鳥。 | chü³ chü³ man⁴ tai⁴ niu⁵.  |
| 夜來風雨聲， | Ye⁶ loi⁴ fung¹ yü⁵ sing¹,  |
| 花落知多少？ | fā¹ lok⁶ zhi¹ do¹ siu²?    |